# 帕特里克·尼克拉斯-萨尔米宁
帕特里克·尼克拉斯-萨尔米宁（芬蘭語：Patrik Niklas-Salminen，1997年3月5日—），芬兰男子网球运动员。
在青少年时期上，尼克拉斯-萨尔米宁在2015年9月获得了职业生涯最高的ITF排名20。在2015年温布尔登网球公开赛青少年男子单打中，尼克拉斯-萨尔米宁进入半决赛，但输给了瑞典选手米凯尔·伊梅尔。
尼克拉斯-萨尔米宁已经在ITF男子巡回赛上赢得了一个单打冠军和10个双打冠军。
尼克拉斯-萨尔米宁在2018年8月13日获得职业生涯最高的ATP单打排名532位。他还在2018年7月30日获得职业生涯最高的ATP双打排名第286。
尼克拉斯-萨尔米宁曾代表芬兰参加戴维斯杯，他在戴维斯杯的胜败记录是2-3。

## 链接
- 帕特里克·尼克拉斯-萨尔米宁（英文/西班牙文）的官方資料
- {{ITF profile}} 模板参数使用了ITF的url中已弃用的数字ID，请参见en:Template:ITF profile。
- 帕特里克·尼克拉斯-萨尔米宁的官方資料（英文）